# Widdern
Widdern är en stad i Landkreis Heilbronn i regionen Heilbronn-Franken i Regierungsbezirk Stuttgart i förbundslandet Baden-Württemberg i Tyskland.
Staden ingår i kommunalförbundet Möckmühl tillsammans med staden Möckmühl och kommunerna Jagsthausen och Roigheim.